# Henrik Frandsen
Henrik Frandsen, né le 8 février 1961 à Tønder (Danemark), est un homme politique danois, membre des Modérés.

## Biographie
Henrik Frandsen est agriculteur de profession, dans sa commune de Tønder. 
Il brigue la place de tête de liste de Venstre en vue des élections municipales de 2013 à Tønder, alors un bastion du parti, mais Laurids Rudebeck lui est préféré. Il est toutefois élu au conseil municipal lors du scrutin. Quand Rudebeck décède en mai 2016, Frandsen est élu maire pour lui succéder par le conseil. Tête de liste lors des élections municipales de 2017, il est réélu pour un nouveau mandat. En juin 2020, il échoue à être reconduit par son parti comme tête de liste en vue des élections municipales de 2021, et décide alors de créer sa propre liste en vue du scrutin. Sa liste remporte le scrutin avec 29 % mais, faute de majorité au conseil municipal, il n'est pas réélu maire.
En août 2022, il annonce rejoindre les Modérés, le nouveau parti fondé par l'ancien Premier ministre Lars Løkke Rasmussen. Il est élu député au Folketing sous ses couleurs lors des élections législatives du 1er novembre. Après le scrutin, il prend la présidence du groupe parlementaire des Modérés, dont il devient le porte-parole sur les finances. En août 2023, il prend également le rôle de porte-parole de son groupe pour les questions de climat et d'énergie.
En janvier 2024, il annonce quitter le conseil municipal de Tønder pour se concentrer sur ses missions parlementaires.